# Kolarstwo na Letnich Igrzyskach Olimpijskich 1920 – sprint mężczyzn
Sprint mężczyzn był jedną z konkurencji kolarskich na Letnich Igrzyskach Olimpijskich 1920. Zawody odbyły się w dniu 9 sierpnia na Garden City Velodroom. W zawodach uczestniczyło 37 zawodników z 11 państw.

## Wyniki

### Kwalifikacje
Wyścig 1
| Miejsce | Zawodnik                | Czas | Kwal. |
| ------- | ----------------------- | ---- | ----- |
| 1       | Henri Bellivier         | 13,2 | Q     |
| 2       | Christopher Dotterweich |      | Q     |
| 3       | William Taylor          |      |       |

Wyścig 2
| Miejsce | Zawodnik          | Czas | Kwal. |
| ------- | ----------------- | ---- | ----- |
| 1       | Anthony Young     | 13,2 | Q     |
| 2       | Maurice Peeters   |      | Q     |
| 3       | Pietro Martinelli |      |       |

Wyścig 3
| Miejsce | Zawodnik      | Czas | Kwal. |
| ------- | ------------- | ---- | ----- |
| 1       | Thomas Lance  | 13,2 | Q     |
| 2       | Ernest Binard |      | Q     |
| 3       | Jack King     |      |       |

Wyścig 4
| Miejsce | Zawodnik            | Czas | Kwal. |
| ------- | ------------------- | ---- | ----- |
| 1       | Léonard Daghelinckx | 13,2 | Q     |
| 2       | Norman Webster      |      | Q     |
| 3       | Tjabel Boonstra     |      |       |

Wyścig 5
| Miejsce | Zawodnik     | Czas | Kwal. |
| ------- | ------------ | ---- | ----- |
| 1       | Harry Ryan   | 13,2 | Q     |
| 2       | L'Empereur   |      | Q     |
| 3       | Jean Majérus |      |       |

Wyścig 6
| Miejsce | Zawodnik       | Czas | Kwal. |
| ------- | -------------- | ---- | ----- |
| 1       | Thomas Johnson | 12,6 | Q     |
| 2       | Piet Ikelaar   |      | Q     |
| 3       | Sammy Goosen   |      |       |

Wyścig 7
| Miejsce | Zawodnik            | Czas | Kwal. |
| ------- | ------------------- | ---- | ----- |
| 1       | James Walker        | 13,6 | Q     |
| 2       | Georges Paillard    |      | Q     |
| 3       | Giuseppe Cavallotti |      |       |

Wyścig 8
| Miejsce | Zawodnik             | Czas | Kwal. |
| ------- | -------------------- | ---- | ----- |
| 1       | Henry Brask Andersen | 13,6 | Q     |
| 2       | George Thursfield    |      | Q     |
| 3       | William Beck         |      |       |
| 4       | Herbert McDonald     |      |       |

Wyścig 9
| Miejsce | Zawodnik       | Czas | Kwal. |
| ------- | -------------- | ---- | ----- |
| 1       | Pierre Lanusse | 13,0 | Q     |
| 2       | Albert White   |      | Q     |
| 3       | Axel Hansen    |      |       |

Wyścig 10
| Miejsce | Zawodnik        | Czas | Kwal. |
| ------- | --------------- | ---- | ----- |
| 1       | Fred Taylor     | 13,2 | Q     |
| 2       | Georges Perrin  |      | Q     |
| 3       | Armido Rizzetto |      |       |

Wyścig 11
| Miejsce | Zawodnik         | Czas | Kwal. |
| ------- | ---------------- | ---- | ----- |
| 1       | John Slaets      | 13,2 | Q     |
| 2       | Franco Giorgetti |      | Q     |
| 3       | William Smith    |      |       |

Wyścig 12
| Miejsce | Zawodnik        | Czas | Kwal. |
| ------- | --------------- | ---- | ----- |
| 1       | Gerald Halpin   | 12,6 | Q     |
| 2       | Harold Bounsell |      | Q     |
| 3       | Frans de Vreng  |      |       |

### Ćwierćfinały
Ćwierćfinał 1
| Miejsce | Zawodnik        | Czas | Kwal. |
| ------- | --------------- | ---- | ----- |
| 1       | Fred Taylor     | 13,0 | Q     |
| 2       | Henri Bellivier |      | R     |
| 3       | Norman Webster  |      | R     |

Ćwierćfinał 2
| Miejsce | Zawodnik      | Czas | Kwal. |
| ------- | ------------- | ---- | ----- |
| 1       | Gerald Halpin | 12,6 | Q     |
| 2       | Anthony Young |      | R     |
| 3       | L'Empereur    |      | R     |

Ćwierćfinał 3
| Miejsce | Zawodnik                | Czas | Kwal. |
| ------- | ----------------------- | ---- | ----- |
| 1       | George Thursfield       | 13,2 | Q     |
| 2       | Christopher Dotterweich |      | R     |
| 3       | Thomas Lance            |      | R     |

Ćwierćfinał 4
| Miejsce | Zawodnik        | Czas | Kwal. |
| ------- | --------------- | ---- | ----- |
| 1       | Maurice Peeters | 13,2 | Q     |
| 2       | Harold Bounsell |      | R     |
| —       | John Slaets     |      | R     |

Ćwierćfinał 5
| Miejsce | Zawodnik       | Czas | Kwal. |
| ------- | -------------- | ---- | ----- |
| 1       | Thomas Johnson | 11,8 | Q     |
| 2       | Pierre Lanusse |      | R     |
| 3       | Piet Ikelaar   |      | R     |

Ćwierćfinał 6
| Miejsce | Zawodnik            | Czas | Kwal. |
| ------- | ------------------- | ---- | ----- |
| 1       | James Walker        | 13,6 | Q     |
| 2       | Georges Perrin      |      | R     |
| 3       | Léonard Daghelinckx |      | R     |

Ćwierćfinał 7
| Miejsce | Zawodnik             | Czas | Kwal. |
| ------- | -------------------- | ---- | ----- |
| 1       | Albert White         | 12,6 | Q     |
| 2       | Henry Brask Andersen |      | R     |
| 3       | Georges Paillard     |      | R     |

Ćwierćfinał 8
| Miejsce | Zawodnik         | Czas | Kwal. |
| ------- | ---------------- | ---- | ----- |
| 1       | Harry Ryan       | 12,8 | Q     |
| 2       | Franco Giorgetti |      | R     |
| 3       | Ernest Binard    |      | R     |

### Repasaże

#### Repasaże - półfinał
Półfinał 1
| Miejsce | Zawodnik        | Czas | Kwal. |
| ------- | --------------- | ---- | ----- |
| 1       | Henri Bellivier |      | R     |
| 2       | L'Empereur      |      |       |
| 3       | Norman Webster  |      |       |
| —       | Anthony Young   | DSQ  |       |

Półfinał 2
| Miejsce | Zawodnik             | Czas | Kwal. |
| ------- | -------------------- | ---- | ----- |
| 1       | Pierre Lanusse       | 13,0 | R     |
| 2       | Henry Brask Andersen |      |       |
| 3       | Georges Paillard     |      |       |
| 4       | Piet Ikelaar         |      |       |

Półfinał 3
| Miejsce | Zawodnik            | Czas | Kwal. |
| ------- | ------------------- | ---- | ----- |
| 1       | Georges Perrin      | 12,8 | R     |
| 2       | Léonard Daghelinckx |      |       |
| 3       | Ernest Binard       |      |       |
| —       | Franco Giorgetti    | DNS  |       |

Półfinał 4
| Miejsce | Zawodnik                | Czas | Kwal. |
| ------- | ----------------------- | ---- | ----- |
| 1       | Harold Bounsell         | 13,4 | R     |
| 2       | Christopher Dotterweich |      |       |
| 3       | John Slaets             |      |       |
| 4       | Thomas Lance            |      |       |

#### Repasaże - finał
| Miejsce | Zawodnik        | Czas | Kwal. |
| ------- | --------------- | ---- | ----- |
| 1       | Pierre Lanousse | 13,0 | Q     |
| 2       | Harold Bounsell |      |       |
| 3       | Georges Perrin  |      |       |
| 4       | Henri Bellivier |      |       |

### Półfinały
Półfinał 1
| Miejsce | Zawodnik          | Czas | Kwal. |
| ------- | ----------------- | ---- | ----- |
| 1       | Thomas Johnson    | 14,8 | Q     |
| 2       | George Thursfield | 15,2 |       |
| 3       | Albert White      | 15,3 |       |

Półfinał 2
| Miejsce | Zawodnik      | Czas | Kwal. |
| ------- | ------------- | ---- | ----- |
| 1       | Harry Ryan    | 12,6 | Q     |
| 2       | Fred Taylor   | 15,2 |       |
| 3       | Gerald Halpin | 15,2 |       |

Półfinał 3
| Miejsce | Zawodnik        | Czas | Kwal. |
| ------- | --------------- | ---- | ----- |
| 1       | Maurice Peeters | 12,6 | Q     |
| 2       | Pierre Lanousse | 15,2 |       |
| 3       | James Walker    | 15,2 |       |

### Finał
| Miejsce | Zawodnik        | Czas |
| ------- | --------------- | ---- |
| 1       | Maurice Peeters | 13,0 |
| 2       | Thomas Johnson  | 15,1 |
| 3       | Harry Ryan      | 15,1 |